# 4. Sinfonie (Vaughan Williams)
Die 4. Sinfonie in f-Moll von Ralph Vaughan Williams ist dem Komponisten Arnold Bax  gewidmet. Sie wurde von 1931 bis 1934 komponiert. Im Gegensatz zu seinen ersten drei Sinfonien trägt diese vierte keinen Namen. Der Komponist wollte sie als „reine Musik“ verstanden wissen ohne irgendwelche zugehörigen Fantasien. Im Vergleich zu seinen früheren Werken ist diese Sinfonie durch eine strenge Klangsprache gekennzeichnet.
Der britische Komponist William Walton bewunderte das Werk sehr und sprach von der „größten Sinfonie seit Beethoven“, und die Partitur enthält tatsächlich eine Fülle von Neuerungen. Vaughan Williams sagte über sein eigenes Werk: „Ich bin mir nicht sicher, ob ich sie liebe, aber sie ist so geworden, wie sie gemeint war.“
Das Werk wurde am 10. April 1935 vom BBC Symphony Orchestra unter der Leitung von Adrian Boult uraufgeführt.
Das Werk hat vier Sätze, wobei der dritte ohne Pause in den vierten übergeht. 
- Allegro
- Andante moderato
- Scherzo: allegro molto
- Finale con epilogo fugato: allegro molto

Eine typische Aufführung dauert ungefähr 30 Minuten.